# Nano (暗号通貨)
Nano（略称：XNO、記号：Ӿ）は、有向非循環グラフデータ構造と分散型台帳を特徴とする暗号通貨であり、仲介者なしで機能することが可能である。 どのような取引をコミットするか（つまりコンセンサスを得ること）に合意するために、保有する通貨量に応じた重みを持つ投票システムを採用している。
Nanoはビットコインのスケーラビリティ問題を解決するために2015年10月にColin LeMahieuによって立ち上げられ、確認時間と手数料を削減することを意図して作られた。この通貨は手数料のかからない取引を実現し、1秒以内で確認できる。

## 歴史
Colin LeMahieuは2014年に "RaiBlocks "という名前でNanoの開発を始めた。1年後、RaiBlocksはキャプチャで保護された蛇口を通じて無料で配布された。 2017年、126,248,289個のRaiBlocksが配布された後、蛇口は停止した。これにより、7,000,000RaiBlocksの開発者基金が追加され、総供給量は133,248,297RaiBlockとなった。 RaiBlocksは後にNanoにリブランドされた。

### BitGrailのハッキング
2018年2月9日、イタリアの暗号通貨取引所BitGrailがハッキングと最終的な閉鎖を発表した。ユーザーは、プラットフォーム上に保存されている17万ものNano資産にアクセスすることができなくなった。その後、被害者たちはフィレンツェ裁判所内で、BitGrailのオーナーであるフランチェスコ・フィラーノに対し、損害賠償を求める集団訴訟を起こした。同取引所は2019年1月、保護措置の実施と損失報告義務を怠ったとして有罪判決が下された。イタリア警察のネットワーク・オペレーションズ・コマンド（イタリア）は、ビットグレイル創設者が詐欺を働いたと主張した。ナノの価格はハッキング前は10ドル前後だったが、ハッキング後は0.10ドルまで下落した。

## 設計
Nanoはブロック格子のデータ構造を採用しており、各アカウントは取引を保存するための独自のブロックチェーンを持っている。有向非巡回グラフのデータ構造を採用した最初の暗号通貨であり、1つの取引と口座の現在残高のみで構成される「ブロック」を持つ。
コンセンサスは、プルーフ・オブ・ステークと同様のアルゴリズムによって達成される。 このシステムでは、アカウントは保有するNanoの量に基づいて投票ウェイトを分配され、アカウントはこのウェイトを自由に選択したピア（ノード）に委任する。
矛盾する2つのトランザクションがネットワークにブロードキャストされ、二重支払いの企てが示された場合、ノードはどちらかのトランザクションに投票する。その後、投票結果を他のノードにブロードキャストする。 T最初に総投票数の67％に達した者が確定され、それ以外の取引は破棄される[非一次ソースが必要]。